# Scottish Football League 1895-96
Scottish Football League 1895–96 var den sjette sæson af Scottish Football League og dermed også det sjette skotske mesterskab i fodbold. First Division havde deltagelse af ti hold, der spillede en dobbeltturnering alle-mod-alle. Divisionen blev vundet af Celtic FC, som dermed vandt Scottish Football League for tredje gang.

## Resultater

### First Division
Siden sidste sæson var et af divisionens hold blevet udskiftet. Leith Athletic var ikke blevet genvalgt, og de var blevet erstattet af Hibernian.
| Nr | Hold                       | K  | V  | U | T  | Mf |   | Mi | +/- | P                                         |
| -- | -------------------------- | -- | -- | - | -- | -- | - | -- | --- | ----------------------------------------- |
| 1  | Celtic FC                  | 18 | 15 | 0 | 3  | 64 | – | 25 | +39 | 30                                        |
| 2  | Rangers FC                 | 18 | 11 | 4 | 3  | 57 | – | 39 | +18 | 26                                        |
| 3  | Hibernian FC (O)           | 18 | 11 | 2 | 5  | 58 | – | 39 | +19 | 24                                        |
| 4  | Heart of Midlothian FC (M) | 18 | 11 | 0 | 7  | 68 | – | 36 | +32 | 22                                        |
| 5  | Dundee FC                  | 18 | 7  | 2 | 9  | 33 | – | 42 | −9  | 16                                        |
| 6  | Third Lanark RV            | 18 | 7  | 1 | 10 | 47 | – | 51 | −4  | 15                                        |
| 7  | St. Bernard's FC           | 18 | 7  | 1 | 10 | 36 | – | 53 | −17 | 15                                        |
| 8  | St. Mirren FC              | 18 | 5  | 3 | 10 | 31 | – | 51 | −20 | 13Genvalgt til First Division 1896-97     |
| 9  | Clyde F.C.                 | 18 | 4  | 3 | 11 | 39 | – | 59 | −20 | 11Genvalgt til First Division 1896-97     |
| 9  | Dumbarton FC               | 18 | 4  | 0 | 14 | 36 | – | 74 | −38 | 8Ikke genvalgt til First Division 1896-97 |

 K: Kampe spillet, V: Vundne kampe, U: Uafgjorte kampe, T: Tabte kampe, Mf: Mål for, Mi: Mål imod, +/-: Måldifference, P: Point

 

### Op- og nedrykning
Op- og nedrykning mellem First og Second Division blev afgjort ved afstemning mellem de tre lavest placerede hold i First Division og de tre bedst placerede hold i Second Division. Afstemningen mellem de seks hold endte således:
| Klub              | Stemmer | 1896-97         |
| ----------------- | ------- | --------------- |
| Clyde F.C.        | 14      | First Division  |
| St. Mirren FC     | 13      | First Division  |
| Abercorn FC       | 8       | First Division  |
| Leith Athletic FC | 4       | Second Division |
| Dumbarton FC      | 3       | Second Division |
| Renton FC         | 1       | Second Division |

### Second Division
Sæsonen 1895-96 var den tredje i Second Division, og ti hold spillede en dobbeltturnering alle-mod-alle.
| Nr | Hold                     | K  | V  | U | T  | Mf |   | Mi | +/- | P                                       |
| -- | ------------------------ | -- | -- | - | -- | -- | - | -- | --- | --------------------------------------- |
| 1  | Abercorn FC              | 18 | 12 | 3 | 3  | 55 | – | 31 | +24 | 27Valgt til First Division 1896-97      |
| 2  | Leith Athletic FC (N)    | 18 | 11 | 1 | 6  | 55 | – | 37 | +18 | 23Ikke valgt til First Division 1896-97 |
| 3  | Renton FC                | 18 | 9  | 3 | 6  | 40 | – | 28 | +12 | 21Ikke valgt til First Division 1896-97 |
| 3  | Kilmarnock FC (ny)       | 18 | 10 | 1 | 7  | 45 | – | 45 | 0   | 21                                      |
| 5  | Airdrieonians FC         | 18 | 7  | 4 | 7  | 48 | – | 44 | +4  | 18                                      |
| 5  | Partick Thistle FC       | 18 | 8  | 2 | 8  | 44 | – | 54 | −10 | 18                                      |
| 7  | Port Glasgow Athletic FC | 18 | 6  | 4 | 8  | 40 | – | 41 | −1  | 16                                      |
| 8  | Motherwell FC            | 18 | 5  | 3 | 10 | 31 | – | 47 | −16 | 13Genvalgt til Second Division 1896-97  |
| 9  | Morton FC                | 18 | 4  | 4 | 10 | 32 | – | 40 | −8  | 12Genvalgt til Second Division 1896-97  |
| 10 | Linthouse FC (ny)        | 18 | 5  | 1 | 12 | 25 | – | 48 | −23 | 11Genvalgt til Second Division 1896-97  |

 K: Kampe spillet, V: Vundne kampe, U: Uafgjorte kampe, T: Tabte kampe, Mf: Mål for, Mi: Mål imod, +/-: Måldifference, P: Point

 
De tre lavest placerede klubber stillede alle op til genvalg til ligaen, og alle tre hold blev genvalgt. Det betød samtidig, at ingen af de seks hold, der havde søgt optagelse i ligaen, fik imødekommet deres ansøgning.